# Cianobaktériumok
A cianobaktériumok (Cyanobacteria) baktériumtörzsét korábban kékmoszatok (Cyanophyta) néven a növények országába sorolták fajainak megjelenése és életmódja alapján. Mintegy 2000 fajukat ismerjük. Nevük egyrészt prokarióta rokonságukra utal, másrészt a többi fotoszintetikus színanyagot elfedő, kék színű fikociánra.

## Származásuk, elterjedésük
A többi prokariótához hasonlóan a Föld legősibb szervezetei közé tartoznak. Riboszomális RNS-ük összetétele arra utal, hogy önálló csoportként különültek el már az előtt, hogy az archeák (Archaea) Gram-pozitív és Gram-negatív csoportokra váltak szét. Meszet kiválasztó formáik már a prekambriumból ismertek.
Legtöbb fajuk kozmopolita flóraelemként édesvizekben fordul elő.

## Megjelenésük, felépítésük
Sejtjeik felépítése alapvetően megegyezik a baktériumokéval, de nincsenek ostoros formáik. Plazmájuk az örökítő anyagot tartalmazó belső, színtelen centroplazmára és a fotoszintetikus pigmenteket tároló külső kromatoplazmára tagolódik. Ez utóbbiban a sejt felszínével párhuzamosan tilakoid membránok húzódnak, és azokban klorofill-a és karotinoidok, valamint a felszínükön lévő gömböcskékben (phycobilisoma) fikobilin festékek kötik meg a napfény energiáját. A fikobilinek közül a kék fikocián minden fajban előfordul, a vörös fikoeritrin gyakran hiányzik. Asszimilációs termékük a glikogénre hasonlító cianoficea-keményítő.
Lebegésüket gázvakuólumokkal biztosítják. Sok faj fonál, lemez vagy tömlő alakú telepet képez.
A Chroococcus fajok, a réteges szerkezetű Gloeocapsa fajok, valamint a szerkezet nélküli tömegben szaporodó Microcystis fajok cönóbiumokba állnak össze. Az Oscillatoria, a Scytonema és a Stigonema nemzetségek fajai fonalasan szerveződnek. A nedves talajokon növő Nostoc commune több centiméteres fonalakból álló, bőrszerű testét kocsonyás anyag tartja össze.

## Életmódjuk, élőhelyük
Fotoszintetizálnak: sejtjeik klorofillt, valamint kék vagy piros színanyagot tartalmaznak. Autotróf, ritkán mixotróf módon táplálkoznak. Fotoszintézisük a többi baktériuménál közelebb áll a növényekéhez, mivel közben oxigént szabadítanak fel. Éppen ezért valószínűleg jelentős szerepet játszottak a Föld légkörének oxidatívvá alakításában.
Ivaros szaporodásuk nem ismert. Sejtosztódással szaporodnak, emellett egyes fajaik endo- vagy exospórákat is fejlesztenek. Fonalas alakjaik a hormogóniumnak nevezett fonaldarabokra szakadozva szaporodnak. A kedvezőtlen időszak átvészelésére tartalék tápanyagokat raktároznak – az erre szolgáló, úgynevezett hormociszták egy egész sor sejtből is létrejöhetnek.
Jellegzetes üledékszerkezetüket a geológiában sztromatolitnak nevezik.
Vízben vagy nedves helyeken élnek, egyesek növények szövetüregeiben. Az édesvizekben tartósan meleg időjárás hatására vízvirágzást okozhatnak. Az első megtelepedett élőlények közé tartoznak, így képviselőiket szélsőséges viszonyok között is – hőforrásokban, gleccsereken, fák kérgén, leveleken, homoktalajban és sziklákon – megtalálhatjuk.
Egyes fajaik gombákkal zuzmókat alkotnak, mások színtelen ostoros egysejtűekben színtestekként működnek. Némely fajuk (így például az Aphanisomenon flos-aquae és Anabaena flos-aquae) tömegesen elszaporodva toxinjaival megmérgezheti a halakat.
Bizonyos fajaik (így például az Anabaena és Tolypothrix fajok) megkötik a levegő nitrogénjét. Egyes nitrogénkötő fajok növényekkel élnek szimbiózisban. Az Anabaena azollae például a békalencsepáfrány (Azolla spp.) levelének, más cianobaktériumok a Gunnera fajok levélnyelének légkamráiban kötnek nitrogént. A fonalas Oscillatoria, a Scytonema és a Stigonema nemzetségek fajai a nitrogént megvastagodott falú, sárgás színű, láthatólag szegényes tartalmú sejtekben, az úgynevezett heterocisztákban kötik meg.

## Rendszerezésük
[forrás?]
- Phylum Cyanobacteria
  - Subphylum Gloeobacteria (Gloeobacter violaceus)
  - Subphylum Phycobacteria
    - Classis Myxophyceae
    - # Chroococcales (Chroococcus, Dactylococcopsis, Microcystis, Merismopedia, Synechococcus, Aphanothece, Gomphosphaeria, Aphanocapsa)
    - # Pleurocapsales (Dermocarpa, Xenococcus, Chroococcidiopsis, Pleurocapsa)
    - # Oscillatoriales (Spirulina, Oscillatoria, Lyngbya, Pseudanabaena, Phormidium, Trichodesmium, Arthronema, Arthrospira)
    - # Nostocales
    - ## Microchaetaceae (Tolypothrix, Coleodesmium)
    - ## Nostocaceae (Anabaena, Aphanizomenon, Nostoc, Cylindrospermum)
    - ## Rivulariaceae (Rivularia, Calothrix, Richelia)
    - ## Scytonemataceae (Scytonema)
    - # Stigonematales (Fischerella, Stigonema, Chlorogloeopsis)
    - Classis Chloroxybacteria
    - # Prochlorales
    - ## Prochloraceae (Prochloron didemni)
    - ## Prochlorococcaceae (Prochlorococcus marinus)
    - ## Prochlorothricaceae (Prochlorothrix hollandica)

## Felhasználásuk
A Spirulina platensis kék-zöld mikroalgát fehérje előállítása céljából vízkultúrában termesztik.